# SAKO
Sako es un fabricante finlandés de armas de fuego y municiones ubicado en Riihimäki, Tavastia Propia, en el sur de Finlandia. Desde 1983, la empresa también posee la marca de fusiles de cerrojo Tikkakoski. Sako es propiedad de la empresa italiana de armas de fuego Beretta Holding.

## Historia
SAKO comenzó a exportar cartuchos de pistola a Suecia en la década de 1930 y continuó con la fabricación de cartuchos de metralleta durante la Segunda Guerra Mundial.
SAKO es propietaria de la marca comercial Tikka, fabricante de fusiles de cerrojo, el fabricante de armas de fuego propietario de la marca Tikka, se fusionó con SAKO en 1983.
En 1986, la división de fabricación de armas del conglomerado Valmet, propiedad del gobierno finés, se fusionó con Sako y se llamó Sako-Valmet. 
Después de varios cambios organizativos en la propiedad estatal, la empresa se vendió al holding italiano Beretta en 2000. Desde el año 2000, la empresa ha sido controlada por el holding armamentístico italiano Beretta.

## Armamento

### Fusiles de asalto
- Rk 62

### Fusiles de cerrojo
- Sako Lotta Rifle
- Sako Pytsykorva
- Sako M28-30
- Sako M39
- Sako L46
- Sako L57
- Sako L461 Vixen
- Sako L61R Finnbear
- Sako 75
- Sako 85
- Sako 90
- Sako A7
- Sako TRG
- Sako Quad
- Sako Finnfire II
- Sako S20